# Amsactoides formosae
Amsactoides formosae là một loài bướm đêm thuộc phân họ Arctiinae, họ Erebidae.